# Entre-Ijuís
Entre-Ijuís är en kommun i Brasilien.   Den ligger i delstaten Rio Grande do Sul, i den södra delen av landet, 1 600 km söder om huvudstaden Brasília. Antalet invånare är 8 938.
Trakten runt Entre-Ijuís består till största delen av jordbruksmark. Runt Entre-Ijuís är det mycket glesbefolkat, med 7 invånare per kvadratkilometer.